# 西倫敦線
西倫敦線（英語：West London Line）是一條位於英國倫敦西部的鐵路路線，呈南北走向，南抵克拉珀姆交匯站，北至衛斯頓交匯站。此線自通車以來，一直是列車（尤其是貨運列車）穿越倫敦的重要途徑。現時南部鐵路公司及倫敦地上鐵在此線提供常規客運服務，而此線是倫敦地上鐵系統內最短的路線。

## 歷史
1836年，一所名為伯明翰、布里斯托及泰晤士交匯鐵路（Birmingham, Bristol & Thames Junction Railway）的公司成立，負責連接倫敦及伯明翰鐵路、大西部鐵路及肯辛頓運河的蓄水池。此鐵路的建造過程受工程及財政困難影響，直至1844年5月27日才完工通車──此時公司已更名為西倫敦鐵路（West London Railway）。在蒿草叢附近一段長半英里的鐵路裝設了氣動裝置，用來測試氣動鐵路
的可行性。
西倫敦鐵路投入營運仍以傳統的蒸氣火車行走，然而它未能帶來盈利。當時的《笨拙雜誌》經常提及這條鐵路低落的乘客量，令這條鐵路獲得「笨拙鐵路」（Punch's Railway）的暱稱。1844年11月30日，僅提供了半年服務的西倫敦鐵路就全線停駛。次年（1845年）英國國會通過一項法案，准許倫敦及伯明翰鐵路和大西部鐵路共同租借西倫敦鐵路。它們使用這條鐵路來運輸煤炭，但沒有恢復客運服務。
1859年，英國國會批准倫敦、布萊頓及南岸鐵路及倫敦與西南鐵路合資興建西倫敦延伸聯營鐵路（West London Extension Joint Railway）。新線從西倫敦鐵路南端延伸，沿看肯辛頓運河河道，越過泰晤士河到達克拉珀姆交匯站，並連接泰晤士河以南的鐵路線。此外，新公司為原有的西倫敦鐵路鋪設雙軌，並興建天橋使西倫敦鐵路在上方跨越大西部鐵路。新線於1863年3月2日通車，並於肯辛頓站北側的艾迪生路（Addison Road）設站──此站即為現在的肯辛頓(奧林匹亞)站）。此後，很多倫敦客運鐵路服務均取道西倫敦鐵路。
由衛斯頓交匯站至肯辛頓(奧林匹亞)站、以及由後者連接地鐵伯爵閣站的一段鐵路，在1914年電氣化  。但是此後西倫敦鐵路面對道路交通及地鐵的激烈競爭，乘客量不斷下降。1940年德軍炸毀鐵路，西倫敦鐵路上的客運服務再次停辦。戰後，大部份沿線車站沒有重開，而英國國鐵亦只在工作日的尖峰時段營運一至兩班列車來往肯辛頓(奧林匹亞)站及克拉珀姆交匯站之間，方便在肯辛頓的英國郵局儲蓄辦事處上班的職員。
1993年，為方便歐洲之星列車往返北極機廠，英國國鐵在西倫敦線南段鋪設750伏特的第三軌，至於北段則設有25千伏的高架電纜。
西倫敦線於1994年重新恢復客運服務。1999年，位於西布朗普敦站的西倫敦線月台重新啟用。倫敦地上鐵接管西倫敦線後，先後增設牧者叢站與皇家碼頭站，進一步擴大倫敦西部的鐵路服務覆蓋範圍。

## 鐵路服務

### 現時服務
現時有兩所營運商為西倫敦線提供客運服務：
- 倫敦地上鐵米爾德梅綫在全段西倫敦綫提供服務，每小時由克拉珀姆交匯站開出四班列車。除晚上部份班次以衛斯頓交匯站為起訖站外，大部份列車直通運行北倫敦線往返斯特拉特福站。[參⁠ 5]
- 南部鐵路公司則提供來往東克羅伊登站（英语：East Croydon station）與米爾頓凱恩斯中央車站（英语：Milton Keynes Central railway station）的列車服務，大約每小時一班。[註⁠ 2][參⁠ 6]行走此服務的列車不會停靠衛斯頓交匯站，因為該站的西海岸主線月台已於1962年被拆除。

### 過往服務
- CrossCountry曾提供由布萊頓經雷丁及肯辛頓(奧林匹亞)站往返伯明翰新街站的服務，但該項服務已於2008年12月終止。
- 在1號高速鐵路建成前，歐洲之星列車曾使用此線往返北極車廠（英语：North Pole Depot）與滑鐵盧站。

## 車站列表
全線位於大倫敦市內。
| 所屬收費區                        | 中文站名           | 英文站名 | 轉乘路線                                            | 所在地              |
| --------------------------------- | ------------------ | -------- | --------------------------------------------------- | ------------------- |
| ↑直通運行北倫敦線往返斯特拉特福站 |                    |          |                                                     |                     |
| 2/3                               | 威爾斯登交匯       |          | 貝克盧線、 北倫敦線、 沃特福德直流電鐵線            | 布倫特區            |
| 2                                 | 牧者叢             |          | 南方鐵路、站外轉乘：牧者叢 （ 中央線）              | 漢默史密斯-富勒姆區 |
| 2                                 | 肯辛頓（奧林匹亞） |          | 區域線、 南方鐵路                                   | 肯辛頓-切爾西區     |
| 2                                 | 西布朗普頓         |          | 區域線、 南方鐵路                                   | 肯辛頓-切爾西區     |
| 2                                 | 帝國碼頭           |          | 南方鐵路                                            | 漢默史密斯-富勒姆區 |
| 2                                 | 克拉珀姆交匯       |          | 南倫敦線（與東倫敦線直通運行）、 南方鐵路及西南鐵路 | 旺茲沃思區          |

### 已廢止車站
下表由北至南列出本線已廢止車站。
| 車站名稱                                                | 詳細資料               |
| ------------------------------------------------------- | ---------------------- |
| St. Quintin Park and Wormwood Scrubs 聖昆丁公園與蟲木林 | 1871年啟用，1940年廢止 |
| Uxbridge Road 厄士橋路                                  | 1869年啟用，1940年廢止 |
| Chelsea and Fulham 切爾西與富勒姆                       | 1863年啟用，1940年廢止 |
| Battersea 巴特錫                                        | 1863年啟用，1940年廢止 |

## 圖片集

### 英國鐵路結算所路線圖
以下是英國鐵路結算所於1910至1914年間繪製的鐵路交匯點示意圖，大致概括了西倫敦線當時的路線。

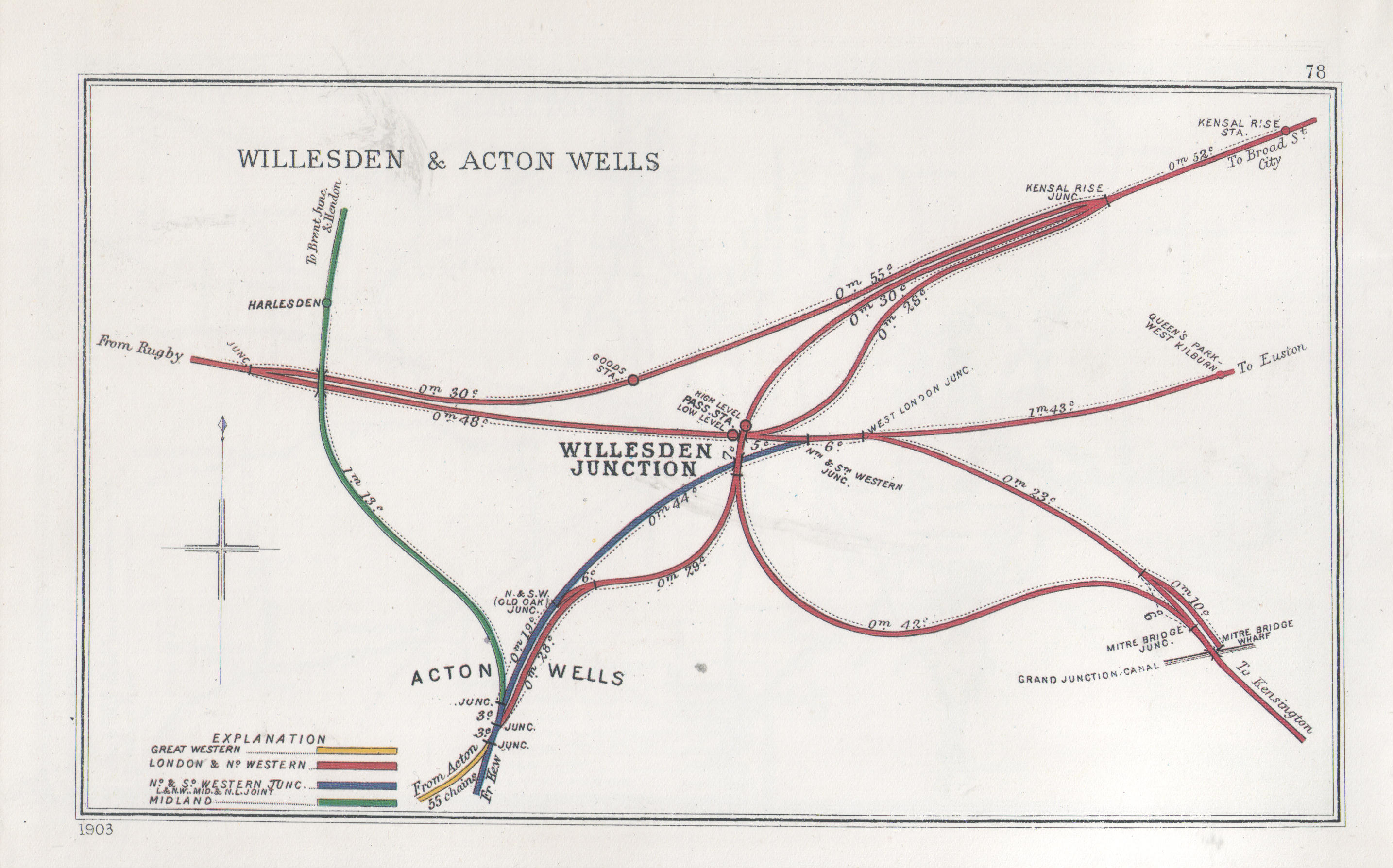
北段：本線自衞斯頓交匯站向東南延伸，於車站正南方與北倫敦線分道揚鏣
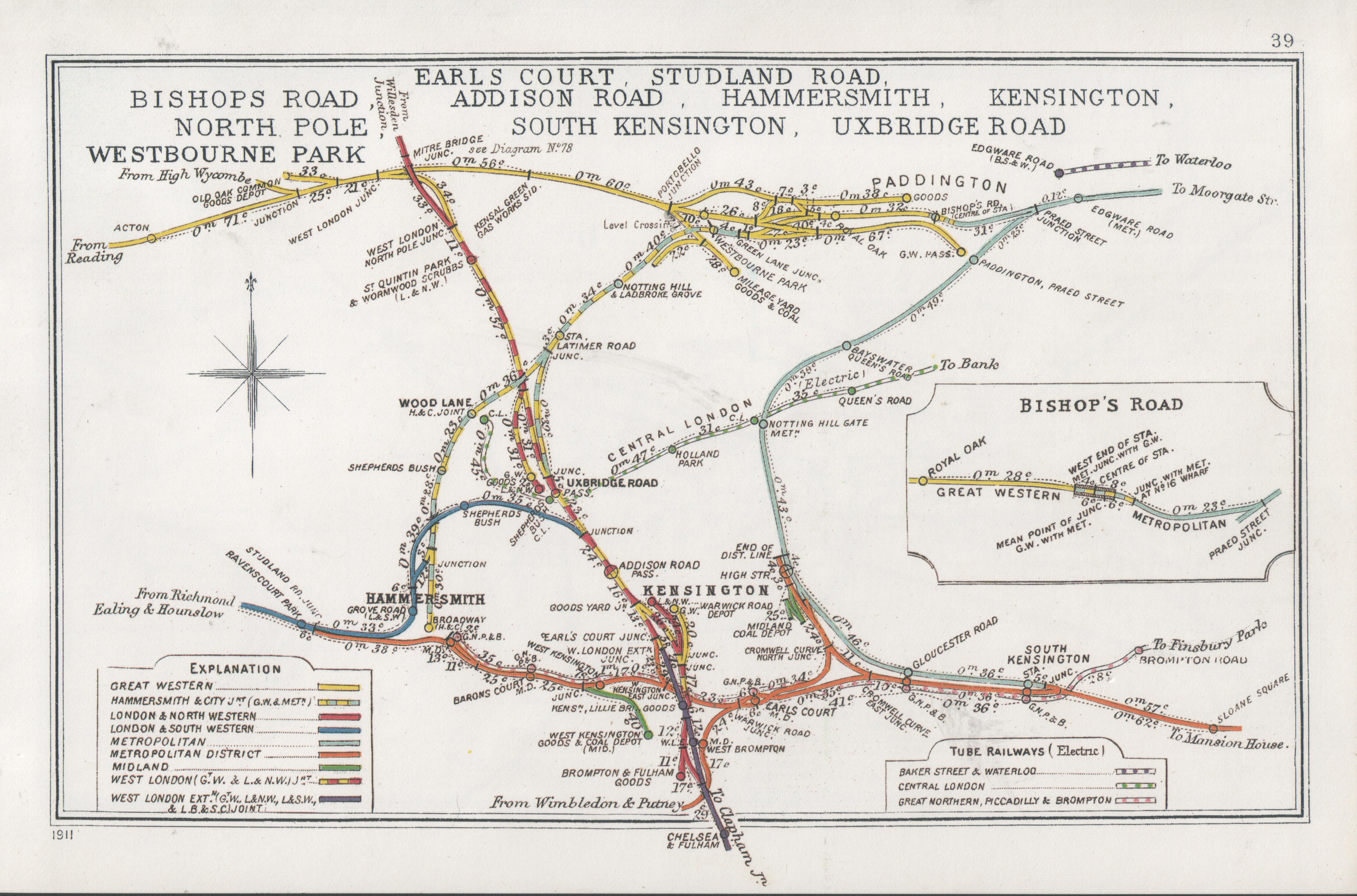
中段：在地圖中央的垂直線為西倫敦線，近肯辛頓（Kensington）一段有很多現已被廢止的聯絡線
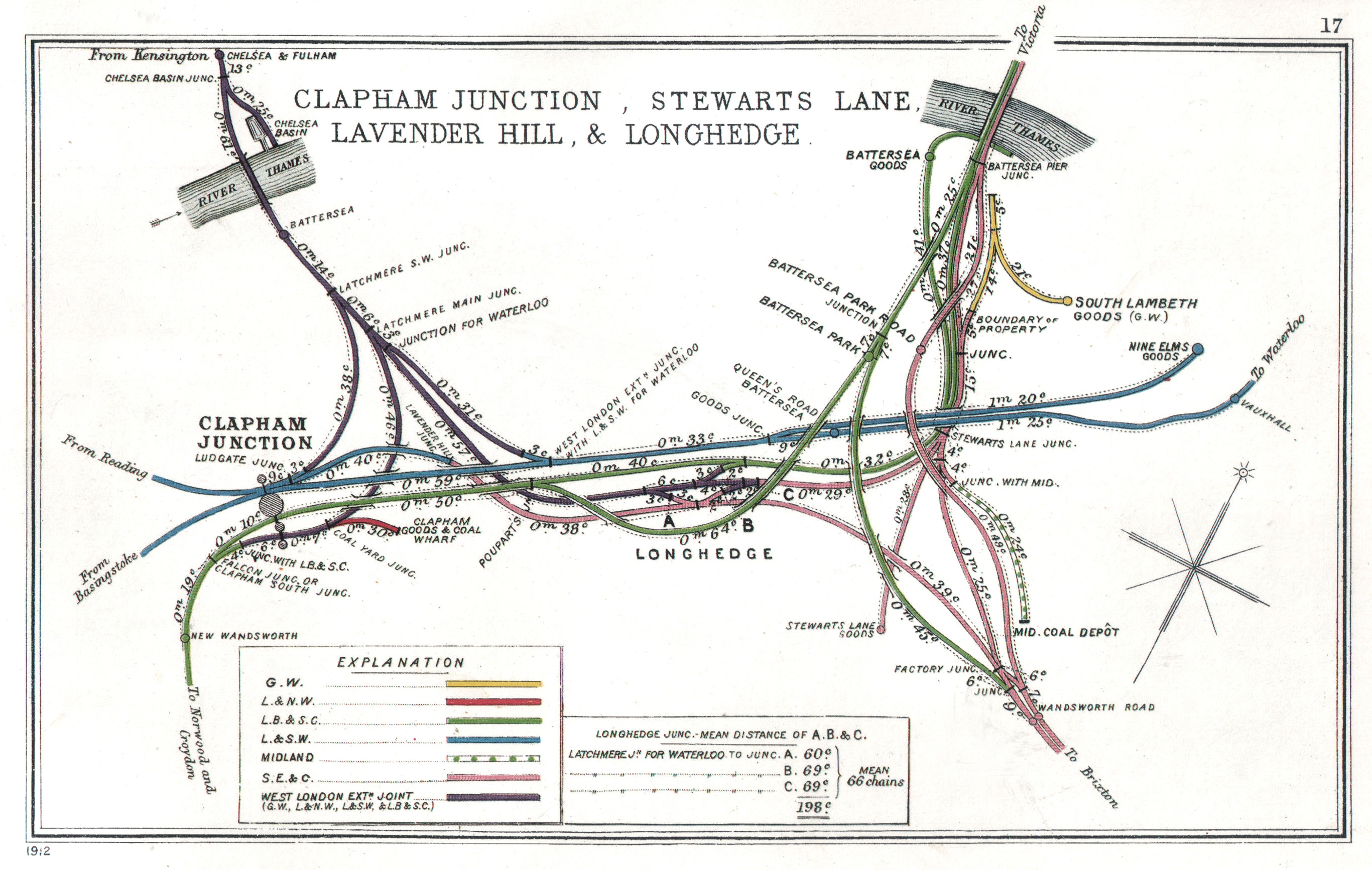
南段：左方深紫色的線為西倫敦線。圖中可見克拉珀姆交匯站附近的複雜鐵路網

### 其他圖片

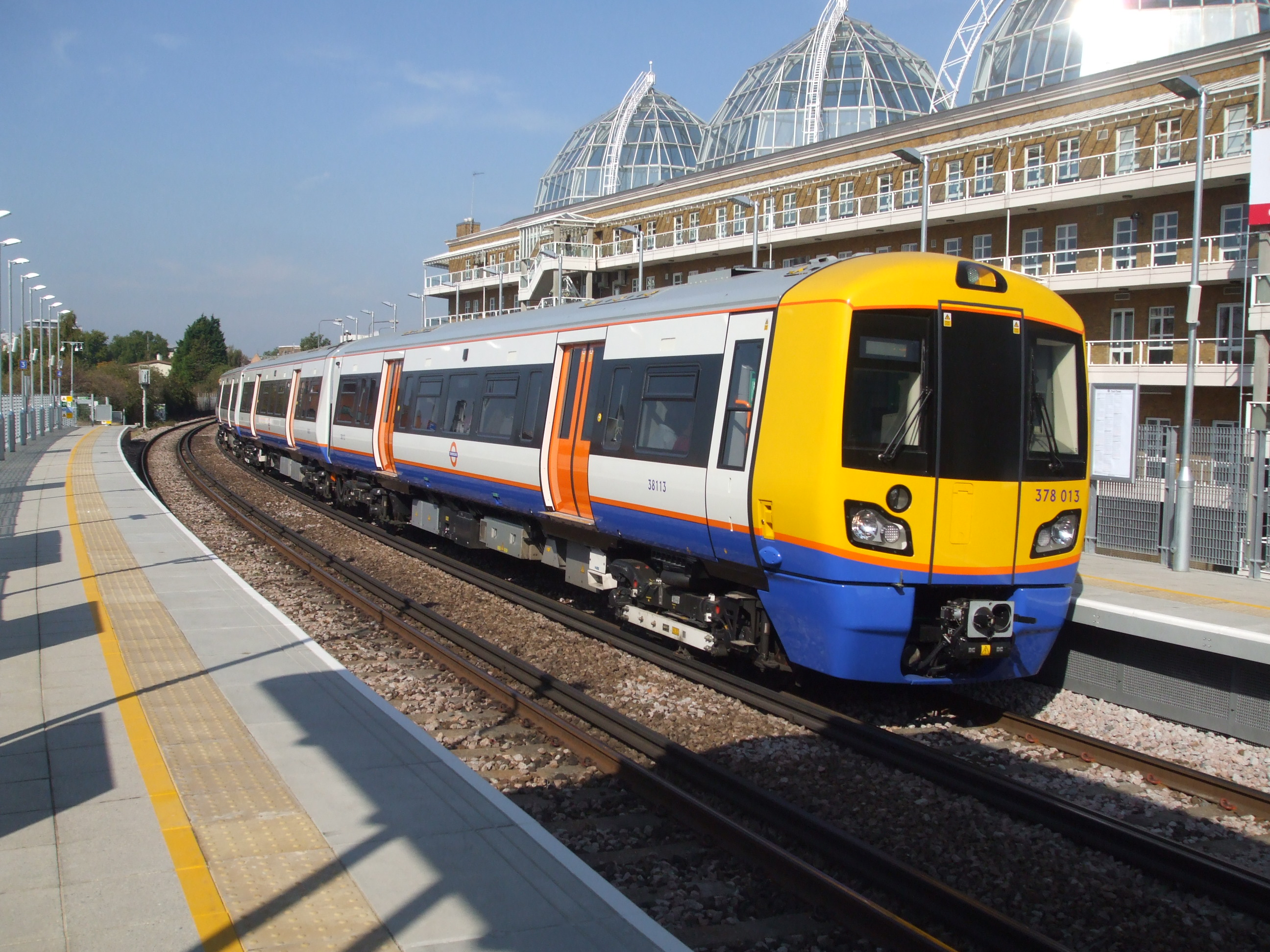
在皇家碼頭站停靠的倫敦地上鐵列車
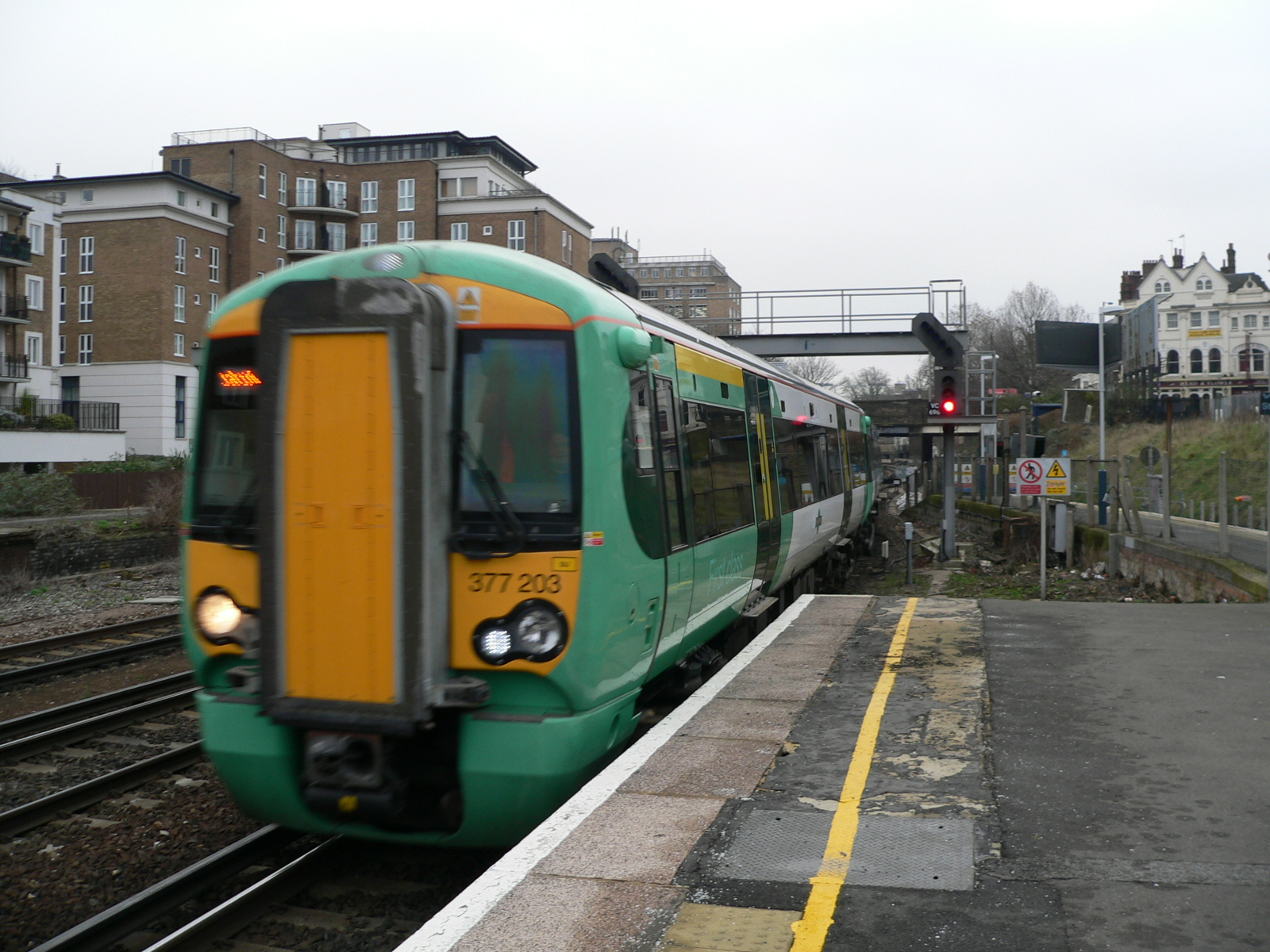
南部鐵路公司的列車行駛本線，正進入肯辛頓(奧林匹亞)站

## 註解
1. ↑  當時的運河已經是一潭死水。法案批准鐵路公司填平河道，並於其上鋪設鐵路。
2. ↑  平日有額外班次來往東克羅伊登站及牧者林站；星期日及假日只提供克拉珀姆交匯站往返沃特福德交匯站的服務。詳情請參閱「參考資料」一欄內的時間表。
3. ↑   註:

## 延伸閱讀
- Nisbet, A F., , BackTrack, 2006, 20 (2 Feb): 117 to 121 （英语）.
- Thomas Faulkner (1839), The History and Antiquities of the Parish of Hammersmith （页面存档备份，存于）, pp 65–68. （英語）
- J.B. Atkinson "The West London Joint Railways" Ian Allan 1984. （英語）
- Vic Mitchell and Keith Smith "West London Line - Clapham Jn. to Willesden Jn." London Suburban Railways Series, Middleton Press 1996. （英語）

## 外部連結
- （英文） 西倫敦線乘客小組 （页面存档备份，存于）
- （英文） 介紹西倫敦線已廢止車站的專頁 （页面存档备份，存于）
- . Subterranea Britannica.   [2012-02-21]. （原始内容存档于2010-04-17）.  詳述西倫敦線每個已廢止的車站 （英語）